# Хино (Токио)
Хи́но (яп. 日野市 Хино-си) — город в Японии, находящийся в префектуре Токио. Площадь города составляет 27,53 км², население — 190 261 человек (1 октября 2020), плотность населения — 6911,04 чел./км².

## Географическое положение
Город расположен на острове Хонсю в префектуре Токио региона Канто. С ним граничат города Футю, Кунитати, Татикава, Акисима, Хатиодзи, Тама.

## Население
Население города составляет 190 261 человек (1 октября 2020), а плотность — 6911,04 чел./км². Изменение численности населения с 1980 по 2005 годы:
| 1980 | 145 448 чел. |  |
| 1985 | 156 031 чел. |  |
| 1990 | 165 928 чел. |  |
| 1995 | 166 537 чел. |  |
| 2000 | 167 942 чел. |  |
| 2005 | 176 538 чел. |  |

## Символика
Деревом города считается вечнозелёный дуб, цветком — хризантема, птицей — обыкновенный зимородок.

## Экономика
В Хино базируется корпорация «Хино Моторс» (автомобилестроение).